# Архиепархия Лагоса
Архиепархия Лагоса (лат. Archidioecesis Lagosensis) — архиепархия Римско-Католической церкви c центром в городе Лагос, Нигерия. В митрополию Лагоса входят епархии Абеокуты, Иджебу-Оде. Кафедральным собором архиепархии Лагоса является церковь Святого Креста.

## История
28 августа 1860 года Святой Престол учредил апостольский викариат Дагомеи, выделив его из апостольского викариата Двух Гвиней (сегодня Либревиля.
24 августа 1870 года Римский папа Пий IX издал бреве Quae Christiano апостольский викариат Дагомеи был переименован в апостольский викариат Берега Бенина.
26 июня 1883 года, 25 июля 1889 года и 12 января 1943 года апостольский викариат Берега Бенина передал часть своей территории новым апостольским префектурам Дагомеи (сегодня — Архиепархия Котону), Южной Нигерии (сегодня — Архиепархия Оничи) и апостольскому викариату Ондо-Илорина (сегодня — Епархия Илорина). В этот же день апостольский викариат Берега Бенина был переименован в апостольский викариат Лагоса.
23 марта 1949 года апостольский викариат Лагоса передал часть своей территории новой апостольской префектуре Ойо (сегодня — Епархия Ойо).
18 апреля 1950 года Римский папа Пий XII выпустил буллу Laeto accepimus, которой возвёл апостольский викариат Лагоса в ранг архиепархии.
13 марта 1952 года, 29 мая 1969 года и 24 октября 1997 года архиепархия Лагоса передала часть своей территории для возведения новых апостольской префектуры Ибадана (сегодня — Архиепархия Ибадана), епархиям Иджебу-Оде и Абеокуты.

## Ординарии архиепархии
- епископ Francesco Borghero (1861—1865);
- епископ Pierre Bouche (1867—1871);
- епископ Jean-Baptiste Chausse (12.05.1891 — 30.01.1894);
- епископ Paul Pellet (15.01.1895 — 1902);
- епископ Joseph-Antoine Lang (19.07.1902 — 2.01.1912);
- епископ Ferdinand Terrien (1.03.1912 — 3.08.1929);
- епископ François O’Rourke (31.03.1930 — 28.10.1938);
- архиепископ Leo Hale Taylor (13.06.1939 — 27.10.1965);
- архиепископ John Kwao Amuzu Aggey (6.07.1965 — 13.03.1972);
- кардинал Энтони Олубунми Окоги (13.04.1973 — 25.05.2012);
- архиепископ Alfred Adewale Martins (25.05.2012 — по настоящее время).

## Источник
- Annuario Pontificio, Libreria Editrice Vaticana, Città del Vaticano, 2003, ISBN 88-209-7422-3
- Бреве Quae Christiano nomini, Pii IX Pontificis Maximi Acta. Pars prima, Vol. V, Romae 1871, стр. 231  (лат.)
- Булла Laeto accepimus, AAS 42 (1950), стр. 615 Архивная копия от 27 марта 2010 на Wayback Machine  (лат.)